# Paul Schatz
Paul Schatz (* 22. Dezember 1898 in Konstanz; † 7. März 1979 in Arlesheim, Schweiz) war ein Anthroposoph, Künstler, Erfinder und Techniker. Schatz studierte Mathematik, Maschinenbau, Philosophie und Astronomie in München und Hannover. Wegen zu großer Skepsis der positivistischen Wissenschaft gegenüber schloss er sein Studium nicht ab.

## Leben und Erfindungen
Nach dem Ersten Weltkrieg wandte Schatz sich zunächst einem Maschinenbau-Studium an der Technischen Hochschule München, später der Kunst (Ausbildung als Holzschnitzer, Arbeiten als Bildhauer) und vor allem der Anthroposophie zu. Seiner unkonventionellen Verbindung von Kunst, Philosophie und Technik entspringt die Entdeckung der Inversionskinematik, des Oloids und des umstülpbaren Würfels. Die Umstülpungsbewegung der platonischen Körper entdeckte Schatz 1929 zunächst am Pentagondodekaeder. Die vollständige Umstülpbarkeit des Würfels, dem sich Schatz besonders zugewandt hatte, ist eine bis heute revolutionäre Arbeit, die in der gängigen Lehre vergleichsweise wenig anerkannt ist.
Sein Lebenswerk bestand darin, die gefundenen neuen Gesetzmäßigkeiten vor allem für die Kinematik nutzbar zu machen, die bislang lediglich die Rotations- und Translationsbewegung, somit nur eine Bewegung in der Ebene kannte. Durch das Schweizer Patent mit der Nr. 500.000 erlangte das Oloid Aufmerksamkeit in der Presse. Der WDR produzierte 1973 einen Fernsehfilm über das Werk und die Ideen von Paul Schatz. Eine Animation des umstülpbaren Würfels wurde auch zum bekannten Sende-Logo des WDR in den 1970er Jahren.
In der Industrie hat sich die Inversionskinematik in der von ihm entwickelte Turbula, seit 1960 bei Willy A. Bachofen AG als Mischmaschine durchgesetzt. Ebenfalls seit 1998 die Oloid-Wasseraufbereitung und das Hand-Mischgerät Rhythmixx.
Im hohen Alter erschien sein Hauptwerk Rhythmusforschung und Technik. Seines Nachlasses hat sich in Deutschland und in der Schweiz die Paul Schatz Stiftung mit Sitz in Basel angenommen.

## Publikationen
- Der Weg zur künstlerischen Gestaltung in der Kraft des Bewusstseins. Eigenverlag, Konstanz 1927.
- Rhythmusforschung und Technik. 2. erw. Auflage. Verlag Freies Geistesleben, Stuttgart 1998, ISBN 3772516262.
- Geisteswissenschaft und Technik. Gesammelte Aufsätze. Verlag Niggli AG, Sulgen.

## Patente (Auswahl)
- Räumliches Bewegungssystem (Umstülpungsgetriebe), DE-Patent Nr. 589’452 (Anmeldetag: 31. August 1931, erteilt am 9. November 1933)
- Umstülpbares Gebilde (Umstülpungsgetriebe), CH-Patent Nr. 173’832 (Anmeldetag: 29. August 1932, erteilt am 15. Dezember 1934)
- Mechanismus zur Erzeugung einer taumelnden und rotierenden Körperbewegung (Turbula), CH-Patent Nr. 216’760 (Anmeldetag: 5. Februar 1939, erteilt am 15. September 1941)
- Hilfsmittel zur Erzeugung einer taumelnden Bewegung (Oloid), CH-Patent Nr. 500’000 (Anmeldetag: 3. August 1968, erteilt am 15. Dezember 1970)
- Vorrichtung zur Erzeugung einer taumelnden Bewegung, zum Beispiel zum Mischen (Oloid), DE-Patent Nr. 1’936’595 (Anmeldetag: 18. Juli 1969, erteilt am 3. September 1974)
- Tumbling Apparatus (Oloid), US-Patent 3’610’587 (Anmeldetag: 16. Juli 1969, erteilt am 5. Oktober 1971)
- Vorrichtung zur Erzeugung einer taumelnden Bewegung (Wendekegelantrieb), CH-Patent Nr. 555’490 (Anmeldetag: 19. April 1972, erteilt am 15. September 1974)
- Vorrichtung zur Erzeugung einer taumelnden Bewegung (Wendekegelantrieb), DE-Patent Nr. 2’319’742 (Anmeldetag: 18. April 1973, erteilt im Februar 1977)
- Schüttel- oder Mischmaschine (Durchlaufturbula), CH-Patent Nr. 586’066 (Anmeldetag: 19. Dezember 1974, erteilt am 15. Februar 1977)